# Base stéréoscopique
La base stéréoscopique est l'écartement des objectifs choisi lors d'une prise de vue stéréoscopique.
Pour une prise de vue « normale », avec un premier plan à deux mètres et un arrière-plan très éloigné, on peut utiliser un appareil double, ou deux appareils couplés et synchronisés, dont la base est fixe généralement l'écartement moyen des yeux humains, soit environ 65 mm (dit écart interpupillaire). Si on observe les deux vues simultanément dans des conditions proches des conditions de prise de vues, l'image apparaît comme conforme à la réalité.
Les prises de vues rapprochées demandent une base réduite : les objets apparaissent alors comme grossis (changement d'échelle). On peut ainsi représenter en relief, en respectant la forme, des très petits objets. C'est ce qu'on appelle macrostéréoscopie, ou microstéréoscopie s'il s'agit d'objets de très petites dimensions, par exemple vus au microscope électronique à balayage. Comme il est difficile de déplacer l'objet en contrôlant précisément le déplacement, on peut le faire tourner, par exemple de deux degrés, entre les deux prises de vues successives.
Au contraire les vues lointaines sont prises, si l'on veut y voir du relief, avec une base augmentée : on parle alors d'hyperstéréoscopie. On peut ainsi représenter des paysages de montagne, ou des nuages, en conservant une sensation de relief sur des distances de plusieurs kilomètres. On a même réalisé des photos stéréoscopiques de la Lune, en faisant prendre en même temps par deux photographes deux photos de points très éloignés, par exemple en Amérique Centrale et en Asie du Sud, donc une "base" d'environ dix mille kilomètres.